# Anissa
Pour la chanson de Wejdene, voir Anissa (chanson).
Anissa (en arabe : أنيسة) est un prénom féminin arabe qui signifie littéralement Aimable ou Mademoiselle.
Son équivalent masculin est Anis.
Il est parfois orthographié avec un y, Anyssa أنيسة, ce qui signifie Celle qui est là pour toi, ou Compagne.

## Personnalités portant ce prénom
- Anissa Daoud, comédienne tunisienne.
- Anissa Khelfaoui, escrimeuse algérienne.
- Anissa Kate, actrice pornographique française.
- Anissa Khedher, femme politique française.
- Anissa Meksen, boxeuse française
- Anissa Jones, actrice américaine
- Anissa Belkasmi, footballeuse internationale marocaine